# کاروینا
کاروینا (به چکی: Karviná) شهری در منطقه موراویا-سیلزیا کشور جمهوری چک است که جمعیت آن در سال ۲۰۰۷ میلادی ۶۳٫۰۴۵ نفر بوده‌است.